# Långtjärnen (Älvdalens socken, Dalarna, 681462-137304)
Långtjärnen är en sjö i Älvdalens kommun i Dalarna och ingår i Dalälvens huvudavrinningsområde.